# Borough Metropolitano de Sefton
O Borough Metropolitano de Sefton é um distrito metropolitano de Merseyside, Inglaterra. Sua autoridade local é o Sefton Metropolitan Borough Council (em português, Conselho do Borough Metropolitano de Sefton).
Sefton foi constituído pelo Local Government Act 1972 em 1º de abril de 1974, pela almagamação dos antigos condados metropolitanos de Bootle e Southport, e, do condado administrativo de Lancashire, o borough municipal de Crosby, os distritos urbanos de Formby e Litherland, e parte do distrito rural de West Lancashire. Ele foi situado no condado metropolitano de Merseyside.
O borough é composto de um corredor ecológico de terra no Mar da Irlanda, e estende-se de Bootle, parte da Liverpool Urban Area, ao sul, a Southport ao norte.  No sudeste, ele se estende no interior a Maghull.  O distrito faz divisa com Liverpool ao sul, o Borough Metropolitano de Knowsley ao sudeste, e West Lancashire ao leste.
Um Distrito Rural de Sefton abrangendo algumas das aldeias do distrito existiu de 1894 a 1932.